# American Crime Story
American Crime Story es una serie de televisión estadounidense de antología y basada en crímenes reales, creada por Scott Alexander y Larry Karaszewki, quienes también son productores ejecutivos junto a Brad Falchuk, Nina Jacobson, Ryan Murphy y Brad Simpson. La serie es un spin-off de la serie de antología y horror American Horror Story, creada por Falchuk y Murphy. La serie se estrenó por el canal FX el 2 de febrero de 2016. 
Al igual que American Horror Story, cada temporada se presenta como una miniserie autónoma, siguiendo una raíz de hechos reales. La primera temporada, subtitulada The People v. O. J. Simpson, presenta el juicio por asesinato de O.J. Simpson, basado en el libro The Run of His Life: The People v. O.J. Simpson de Jeffrey Toobin. La segunda temporada lleva por nombre The Assassination of Gianni Versace. Estrenada el 17 de enero de 2018, se centra en el asesinato del diseñador Gianni Versace a manos del asesino en serie Andrew Cunanan, usando el libro Vulgar Favors: Andrew Cunanan, Gianni Versace, and the Largest Failed Manhunt in U.S. History de Maureen Orth como fuente principal de material. Los creadores de la serie, Alexander y Karaszewski, no regresarán para la segunda temporada.
Una tercera temporada subtitulada Impeachment, se estrenó el 7 de septiembre de 2021, la cual expondrá y analizará el escándalo sexual de Bill Clinton, y sus acontecimientos posteriores durante su presidencia. La información para la temporada proviene del libro A Vast Conspiracy: The Real Sex Scandal That Nearly Brought Down a President, de Jeffrey Toobin.Originalmente se iba a estrenar inicialmente el 27 de septiembre de 2020. Pero la señal consideró previamente retrasar la fecha de emisión debido a las elecciones de 2020 y a la pandemia de COVID-19.

## Sinopsis

### The People v. O. J. Simpson(2016)
Basado en The Run of His Life, The People v. O. J. Simpson, de Jeffrey Toobin, la temporada explora a O.J. El caso de asesinato de Simpson (Cuba Gooding Jr.), así como la combinación de confianza de la fiscalía, wiliness de defensa y la historia del Departamento de Policía de Los Ángeles para con la comunidad afroamericana de la ciudad que le dio al jurado lo que necesitaba: una duda razonable.
La temporada también está protagonizada por Sarah Paulson como Marcia Clark, Sterling K. Brown como Christopher Darden, Kenneth Choi como Lance Ito, Christian Clemenson como Bill Hodgman, Bruce Greenwood como Gil Garcetti, Nathan Lane como F. Lee Bailey, David Schwimmer como Robert Kardashian, John Travolta como Robert Shapiro y Courtney B. Vance como Johnnie Cochran.

### The Assassination of Gianni Versace(2018)
Basado en el libro de Maureen Orth Vulgar Favors: Andrew Cunanan, Gianni Versace, y la cacería de hombres más grande en la historia de EE.UU., La temporada examina el asesinato en julio de 1997 del legendario diseñador de modas Gianni Versace (Édgar Ramírez) por el asesino en serie sociopático Andrew Cunanan (Darren Criss), quien se suicidó en una casa flotante de Miami Beach después de una persecución de ocho días.
La temporada también está protagonizada por Ricky Martin como Antonio D'Amico y Penélope Cruz como Donatella Versace.

### Impeachment(2021)
El escándalo Clinton-Lewinsky es el tema de la tercera temporada, titulada Impeachment, luego de los eventos que siguieron durante la presidencia de Clinton, basados en el libro de Jeffrey Toobin. Beanie Feldstein como Monica Lewinsky, Clive Owen como Bill Clinton, Edie Falco como Hilary Clinton, Margo Martindale como Lucianne Goldberg, Sarah Paulson como Linda Tripp y Annaleigh Ashford como Paula Jones; forman parte del elenco principal.
La tercera temporada se estrenará el próximo 7 de septiembre de 2021.

### Temporadas futuras
En agosto de 2021, FX y Ryan Murphy, confirmaron la renovación para una cuarta temporada, centrada en el famoso club neoyorkino: Studio 54. Studio 54: American Crime Story, será el título que llevará la temporada centrada en la historia de Steve Rubell e Ian Schrager, los fundadores de dicha discoteca.
En septiembre de 2024, el productor ejecutivo Brad Simpson declaró que no había novedades en la producción de la temporada.

## Reparto
| Sterling K. Brown    | Christopher Darden |                   |                          |
| Kenneth Choi         | Lance Ito          |                   |                          |
| Christian Clemenson  | Bill Hodgman       |                   |                          |
| Cuba Gooding Jr.     | O. J. Simpson      |                   |                          |
| Bruce Greenwood      | Gil Garcetti       |                   |                          |
| Nathan Lane          | F. Lee Bailey      |                   |                          |
| Sarah Paulson        | Marcia Clark       |                   | Linda Tripp              |
| David Schwimmer      | Robert Kardashian  |                   |                          |
| John Travolta        | Robert Shapiro     |                   |                          |
| Courtney B. Vance    | Johnnie Cochran    |                   |                          |
| Édgar Ramírez        |                    | Gianni Versace    |                          |
| Darren Criss         |                    | Andrew Cunanan    |                          |
| Ricky Martin         |                    | Antonio D'Amico   |                          |
| Penélope Cruz        |                    | Donatella Versace |                          |
| Beanie Feldstein     |                    |                   | Monica Lewinsky          |
| Clive Owen           |                    |                   | Bill Clinton             |
| Edie Falco           |                    |                   | Hilary Clinton           |
| Margo Martindale     |                    |                   | Lucianne Goldberg        |
| Annaleigh Ashford    |                    | Elizabeth Cote    | Paula Jones              |
| Invitados            |                    |                   |                          |
| Aimee Mann           |                    | Bar Singer        |                          |
| Finn Wittrock        |                    | Jeff Trail        |                          |
| Judith Light         |                    | Marilyn Miglin    | Susan Carpenter-McMillan |
| Secundarios          |                    |                   |                          |
| Chris Bauer          | Tom Lange          |                   |                          |
| Selma Blair          | Kris Jenner        |                   |                          |
| Jordana Brewster     | Denise Brown       |                   |                          |
| Connie Britton       | Faye Resnick       |                   |                          |
| Garrett M. Brown     | Lou Brown          |                   |                          |
| Chris Conner         | Jeffrey Toobin     |                   |                          |
| Dale Godboldo        | Carl E. Douglas    |                   |                          |
| Jessica Blair Herman | Kim Goldman        |                   |                          |
| Billy Magnussen      | Kato Kaelin        |                   |                          |
| Rob Morrow           | Barry Scheck       |                   |                          |
| Robert Morse         | Dominick Dunne     |                   |                          |
| Michael McGrady      | Phillip Vannatter  |                   |                          |
| Angel Parker         | Shawn Chapman      |                   |                          |
| Steven Pasquale      | Mark Fuhrman       |                   |                          |
| Leonard Roberts      | Dennis Schatzman   |                   |                          |
| Keesha Sharp         | Dale Cochran       |                   |                          |
| Joseph Siravo        | Fred Goldman       |                   |                          |
| Joanna P. Adler      |                    | Mary Ann Cunanan  |                          |
| Joe Adler            |                    | Jerome Gentes     |                          |
| Jon Jon Briones      |                    | Modesto Cunanan   |                          |
| Will Chase           |                    | Paul Scrimshaw    |                          |
| Giovanni Cirfiera    |                    | Santo Versace     |                          |
| Mike Farrell         |                    | Lee Miglin        |                          |
| Jay R. Ferguson      |                    | Keith Evans       |                          |
| Cody Fern            |                    | David Madson      |                          |
| Max Greenfield       |                    | Ronnie Holston    |                          |
| Sophie von Haselberg |                    | Linda Elwell      |                          |
| Christine Horn       |                    | Talarah Gruber    |                          |
| Cathy Moriarty       |                    | Vivian Oliva      |                          |
| Michael Nouri        |                    | Norman Blachford  |                          |
| Dascha Polanco       |                    | Lori Wieder       |                          |
| Terry Sweeney        |                    | David Gallo       |                          |
| José Zúñiga          |                    | George Navarro    |                          |
| Colin Hanks          |                    |                   | Mike Emmick              |
| Billy Eichner        |                    |                   | Matt Drudge              |
| Cobie Smulders       |                    |                   | Ann Coulter              |
| Kathleen Turner      |                    |                   | Susan Webber Wright      |
| Taran Killam         |                    |                   | Steve Jones              |
| Mira Sorvino         |                    |                   | Marcia Lewis             |
| Kevin Pollak         |                    |                   | Bernin Nussbaum          |
| Elizabeth Reaser     |                    |                   | Kathleen Willey          |
| George Salazar       |                    |                   | George Conway            |
| Christopher McDonald |                    |                   | Robert S. Bennett        |
| Kim Matula           |                    |                   | Laura Ingraham           |

## Temporadas
| Temporada | Temporada | Título                              | Episodios | Episodios | Emisión original        | Emisión original       |
| Temporada | Temporada | Título                              | Episodios | Episodios | Primera emisión         | Última emisión         |
| --------- | --------- | ----------------------------------- | --------- | --------- | ----------------------- | ---------------------- |
|           | 1         | The People v. O. J. Simpson         | 10        | 10        | 2 de febrero de 2016    | 5 de abril de 2016     |
|           | 2         | The Assassination of Gianni Versace | 9         | 9         | 17 de enero de 2018     | 21 de marzo de 2018    |
|           | 3         | Impeachment                         | 10        | 10        | 7 de septiembre de 2021 | 9 de noviembre de 2021 |

## Producción

### Desarrollo
El 7 de octubre de 2014, FX anunció una primera temporada de 10 episodios de American Crime Story contando con Scott Alexander & Larry Karaszewski como creadores y productores ejecutivos. Otros productores ejecutivos son Ryan Murphy y Brad Falchuk, quienes cocrearon series como Nip/Tuck, Glee, American Horror Story y Scream Queens. Murphy dirigió el capítulo piloto. Otros productores ejecutivos son Nina Jacobson y Brad Simpson. La serie iba a ser desarrollada por Fox, pero fue trasladada a su empresa hermana, FX.

### Casting
Cuba Gooding Jr y Sarah Paulson fueron las primeras integraciones al elenco como O. J. Simpson y Marcia Clark respectivamente. Luego se anunció que David Schwimmer daría vida a Robert Kardashian. En enero de 2015 se informó que John Travolta se unía al reparto como Robert Shapiro. Travolta también es productor de la serie. En febrero de 2015, Courtney B. Vance se unió a la serie como Johnnie Cochran. Connie Britton se unió como estrella invitada interpretando a Faye Resnick en marzo de 2015. En abril de 2015, se confirmó que Sterling K. Brown interpretaría a Christopher Darden, Jordana Brewster interpretaría a Denise Brown, y Kenneth Choi interpretaría al juez Lance Ito. En mayo de 2015, se confirmó que Selma Blair daría vida a Kris Kardashian. En julio de 2015, se anunció que Nathan Lane se había unido al elenco como F. Lee Bailey.
A pesar de los reportes que decían que Lady Gaga interpretaría a Donatella Versace en la segunda temporada, Murphy confirmó que los reportes eran falsos. El 25 de marzo del 2017, se confirma que la actriz y modelo española, Penélope Cruz, interpretará a Donatella. El 7 de abril del 2017, El cantante puertorriqueño Ricky Martin se integra a la segunda temporada de la serie e interpretará a Antonio D'Amico, el novio de Gianni. En mayo de 2017, Édgar Ramírez y Darren Criss fueron confirmados para unirse al elenco principal de la segunda temporada como Gianni Versace y Andrew Cunanan respectivamente. En junio del 2017, Finn Wittrock se integra a la segunda temporada de la serie y interpretará a la primera víctima de Cunanan, Jeffrey Trail.
En febrero de 2017, se anunció que Annette Bening se unió al elenco de la tercera temporada como Kathleen Blanco, en tanto a Matthew Broderick se unió al elenco como Michael D. Brown. El 19 de mayo del 2017, la serie fichó a Dennis Quaid para Katrina como George W. Bush, el expresidente de Estados Unidos. En agosto de 2017, se anunció que Sarah Paulson regresará en la tercera temporada como la Dra. Anna Pou, mientras que Bening, Broderick y Quaid dejan oficialmente la temporada. Sin embargo, los productores afirmaron que intentarán buscar nuevos actores para al menos algunos de los anteriores ya confirmados.

### Rodaje
La fotografía principal de la serie comenzó el 14 de mayo de 2015 en Los Ángeles, California.

## Promoción
En octubre de 2015, FX reveló el primer adelanto de The People v. O.J. Simpson. En él se ve un perro Akita lloriqueando saliendo desde su residencia a la acera de la calle dejando huellas sangrientas en su camino. Ese mismo mes, otros dos adelantos fueron publicados. En el primero se ve a Travolta como Shapiro, preguntándole a Simpson (cuyo rostro no se ve) si fue él quien mató a su exesposa. En el otro adelanto, se ve a Simpson (aun sin mostrar el rostro) sujetando un detector de mentiras.
En noviembre de 2015, dos nuevos adelantos fueron publicados. El primero muestra a Simpson escribiendo su carta de suicidio, con Goolding Jr. narrando. El segundo muestra a la policía persiguiendo al Ford Bronco blanco de Simpson, con un centenar de personas apoyándolo.
En diciembre de 2015, se liberó el tráiler completo junto a un póster promocional. El tráiler muestra una escena de intento de suicidio de Simpson, en la habitación de Kim Kardashian, mientras que Robert Kardashian trata de detenerlo.

## Recepción

### Críticas
| Temporada | Temporada                           | Respuesta de la crítica | Respuesta de la crítica |
| Temporada | Temporada                           | Rotten Tomatoes         | Metacritic              |
| --------- | ----------------------------------- | ----------------------- | ----------------------- |
|           | The People v. O. J. Simpson         | 96 % (83 revisiones)    | 90 % (45 revisiones)    |
|           | The Assassination of Gianni Versace | 86 % (64 revisiones)    | 74 % (35 revisiones)    |
|           | Impeachment                         | 69 % (71 revisiones)    | 61 % (34 revisiones)    |

La primera temporada de American Crime Story ha sido aclamada por la crítica.  Rotten Tomatoes otorgó a la temporada una calificación de aprobación del 96 %, sobre la base de 83 revisiones, con una calificación promedio de 8,73/10. El consenso crítico del sitio dice: "The People v. OJ Simpson: lleva la escritura, la dirección y la actuación de primera fila a una historia aún actual, mientras arroja más luz sobre los hechos y provoca respuestas apasionadas en el camino". En Metacritic, la temporada tiene una puntuación de 90 de 100, basado en 45 críticas, lo que indica una "aclamación universal".
La segunda temporada de American Crime Story recibió críticas positivas de parte de la prensa especializada. Rotten Tomatoes otorgó a la temporada una calificación de aprobación del 88 %, sobre la base de 90 revisiones, con una calificación promedio de 7,09/10. En Metacritic, la temporada tiene una puntuación de 74 de 100, basada en 35 críticas, lo que indica también una "aclamación universal".
La tercera temporada de American Crime Story recibió críticas positivas. El agregador de reseñas Rotten Tomatoes le dio a la temporada un índice de aprobación del 69%, según 71 reseñas. El consenso crítico del sitio dice: "Parece que el juicio político no puede decidir si está desenterrando la humanidad de un escándalo presidencial o complaciendo la mitología de su circo mediático, pero las actuaciones de Beanie Feldstein y Sarah Paulson suenan verdaderas en medio de todo el ruido". En Metacritic, la temporada tiene una puntuación de 61 sobre 100, basada en 34 críticas, lo que indica "Críticas generalmente favorables".

## Premios y nominaciones
American Crime Story: Impeachment ha sido galardonada con el Sello ReFrame. El sello lo conceden la coalición por la igualdad de género ReFrame y la base de datos del sector IMDbPro a los proyectos de cine y televisión que demuestran una contratación equilibrada entre hombres y mujeres, y se otorga a los proyectos que contratan a personas con identidad femenina, especialmente mujeres de color, en cuatro de los ocho papeles clave de su producción.